# Предсказательная сила теории
Предсказательная сила (англ. predictive power) — это термин философии науки, которым обозначается способность теории формулировать положения относительно ещё не исследованных объектов и явлений физического мира, исходя только из данных самой теории и без обращения к эмпирическим свидетельствам. Иными словами, это свойство теории, позволяющее ей предсказывать новые «явления» физического мира.

## Происхождение концепции
Происхождение понятия "предсказательная сила" связано с развитием такого направления философии, как эмпиризм. Проблема, стоявшая перед представителями данной традиции, заключалась в том, чтобы доказать постоянство (единообразие) мира, т.е. существование неизменных законов природы, которые будут верно описывать происходящее в любой точке Земли в каждый будущий момент времени. Затруднение было связано с тем, что построить непротиворечивое доказательство при помощи метода познания эмпириков, основанного на индукции, было невозможно.

Впервые тезис о данной проблеме индукции высказал Томас Гоббс, а впоследствии его развил Дэвид Юм, предложивший сам термин "единообразие природы" и писавший о предсказаниях в "Исследовании о человеческом разумении". Проблематика предсказаний будущих явлений на основе имеющихся законов природы и предполагаемом принципе её единообразия затрагивалась и в работах предшественников Юма, например, в трактате Джорджа Беркли "О принципах человеческого знания":
Если поэтому мы всмотримся ближе в различие, существующее между естествоиспытателями и прочими людьми относительно знания ими явлений природы, то мы найдем, что это различие заключается не в более точном знании действующей причины, производящей явления, — ибо этой причиной может быть лишь воля некоторого духа — а только в большей широте понимания, при помощи которого были открыты в произведениях природы сходство, гармония и согласие и объяснены отдельные явления, т. е. сведены к общим правилам (см. § 62); каковые правила, основанные на сходстве и однообразии, которые наблюдаются в произведении природных действий, в высшей степени отрадны и желательны душе, так как они расширяют наш кругозор за пределы обыденного и близкого нам и помогают нам делать весьма правдоподобные предположения относительно того, что могло происходить в очень отдаленных по времени и по месту расстояниях, а также предсказывать будущее; это стремление к всезнанию очень дорого Душе.
Такого рода "предсказания будущего", о которых говорил Беркли, имели решающее значение для методологии научного исследования Исаака Ньютона, открывшего закон всемирного тяготения. Этот закон позволил не только рассчитать орбиты уже известных планет, но и предсказать существование других, пока не обнаруженных.
Впоследствии концепция предсказательной силы ненадолго утратила свою важность для философов и в контексте рассуждений о научном методе познания отошла на второй план. Уже Иммануил Кант в "Критике чистого разума", рассуждая о происхождении гипотез и их роли в научном познании, отрицал значимость предсказательной силы и ведущую роль при обосновании гипотезы отводил её объяснительной силе .
Позднее предсказательная сила получила обоснование своей важности в работах представителей философии позитивизма. Позитивисты, например, основоположник данной философской традиции Огюст Конт, определявшие научное знание как самое достоверное и надёжное, а следовательно наиболее предпочтительное среди прочих видов знания (теологического и метафизического) об окружающей действительности, заложили фундамент для последующего развития философии науки. В частности, Конт поставил вопрос о значении предсказательной силы теорий для определения критерия демаркации науки и не-науки.

## Развитие идеи предсказательной силы в XX веке
Концепция предсказательной силы теории вновь приобрела большой интерес среди философов в начале XX века. Особенно она интересовала представителей молодого и активно развивающегося направления, известного под названием неопозитивизм.
Неопозитивисты образовали своё собственное общество, Венский кружок, в рамках которого сформировали программу развития философии, нацеленную на создание единого языка логики и преодоление старых метафизических проблем. Большой вклад в решение данных вопросов внёс один представитель этого общества, Рудольф Карнап.

Карнап, в своей работе "Философские основания физики", рассуждал о двух важнейших аспектах применения научных законов. Первый момент касается объяснения известных фактов, наблюдаемых сейчас или произошедших в прошлом. В данном случае речь идёт об объяснительной силе научной теории. Второй момент связан с предсказанием неизвестного пока факта с опорой на некоторый известный закон и наблюдаемый факт:
В дополнение к тому, что законы науки обеспечивают объяснение наблюдаемых фактов, они служат также средством предсказания новых фактов, которые ещё не наблюдались... Например, я знаю закон теплового расширения. Я знаю также, что я нагрел некоторый стержень. Применяя логику к вышеуказанной схеме, я заключаю, что если теперь измерить стержень, то он окажется длиннее, чем прежде.

### Предсказательная сила теории и критерий научности
В контексте модели философствования, господствовавшей в то время, идея предсказательной силы оказалась одной из важнейших тем для дискуссий в рамках философии науки. Уже Карнап отмечал, что предсказательная сила теории представляет собой фундаментальную характеристику теории, обосновывающую её научность и истинность. Именно критерий научности теории вызвал ожесточённые споры среди философов и определил дальнейший ход развития философии науки.

#### Верификационизм
По мнению Карнапа, основательность и авторитетность теории зависит не только от её способности правдоподобно объяснять наблюдаемые явления — гораздо важнее её способность предсказывать ещё не обнаруженные факты:
Сказать, что теория есть надежный инструмент, — то есть утверждать, что предсказания наблюдаемых событий, которые она дает, будут подтверждаться на опыте, — в сущности, означает то же самое, что сказать — теория истинна и что о теоретических, ненаблюдаемых объектах она говорит как о существующих.
Карнап же отметил большое значение теории вероятности для оценки предсказательной силы: различия законы универсальные (опирающиеся на дедуктивный метод) и статистические (опирающиеся на вероятностный метод), он утверждал наличие прямой зависимости истинности теории от количественного значения её предсказательной силы. Тем не менее, осуществить проверку предсказаний теории можно осуществить только a posteriori, что подтолкнуло Карнапа к обоснованию процедуры верификации теории, разработанной основателем Венского кружка Морицем Шликом, как единственного средства доказательства её научности. Сам Карнап отрицал возможность полной верификации теории и предложил заменить её степенью подтверждения, выраженной в количественной форме. По его мнению, данная процедура тождественна логической вероятности.

#### Фальсификационизм Поппера
С резкой критикой верификационизма выступил Карл Поппер, предложивший свою версию критерия демаркации, которая получила название фальсификационизм.

С точки зрения Поппера, степень подтверждения, являясь количественной величиной, при определённых условиях может равняться 0 безотносительно к количеству подтверждений. В связи с этим, верификационизм не может быть надёжным критерием научности:
В своей критике верификационного критерия я всегда утверждал: вопреки намерениям его защитников, он не исключает явно метафизических утверждений, однако исключает наиболее важные и интересные научные утверждения, а именно, научные теории и универсальные законы природы.
В качестве нового критерия демаркации Поппер предложил фальсификацию, то есть принципиальную возможность опровержения научной теории. Иными словами, теория может считаться научной тогда и только тогда, когда возможно привести опровергающие её утверждения, подкреплённые эмпирическими, в том числе экспериментальными данными. В связи с этим, предсказательная сила теории (гипотезы) приобретает особое значение: стоит выбирать более смелые теории (способные сделать больше предсказаний), ускоряющие прогресс науки и увеличивающие объём научного знания. Чем больше предсказаний, тем больше возможностей для проверки теории и потенциального её опровержения; в случае успешного прохождения проверок теория получит более надёжный статус.

#### Теория научных революций Куна
Томас Кун предложил свой критерий демаркации. По его мнению, взгляд позитивистов на развитие науки, при котором данный процесс описывается как поступательное и последовательное накопление знаний, ошибочен. Согласно концепции Куна, изложенной им в работе под название "Структура научных революций", научный прогресс характеризуется скачкообразным движением, при котором происходит радикальный, революционный переход от одной научной парадигмы к другой. Когда старая теоретическая система сталкивается с большим количеством фактов, которые доказывают её несостоятельность и ошибочность, нужно перейти к новой. Вследствие этого критерии рациональности будут различаться в зависимости от господствующей в обществе теоретической базы (парадигмы), но, несмотря на все различия, существует некоторый общепризнанный образ предпочтительной теории.

Чтобы новая теория была признана, она должна удовлетворять ряду критериев, среди которых "область применения" и "плодотворность" связаны с предсказательной силой. Первая из этих характеристик означает, что следствия данной теории должны выходить за рамки того, что она объясняет. Вторая описывает полезность теории для дальнейших исследований:
Но если возникновение новых теорий вызывается необходимостью разрешения аномалий по отношению к существующим теориям в их связи с природой, тогда успешная новая теория должна допускать предсказания, которые отличаются от предсказаний, выводимых из предшествующих теорий.

#### Методология научно-исследвательских программ Лакатоса
Имре Лакатос, развивавший идеи фальсификационизма, разработал концепцию научно-исследовательских программ. Важнейшими характеристиками существования каждой такой программы являются 2 фундаментальных этапа: прогресс и вырождение. Прогрессивный этап характеризуется таким состоянием программы, когда она способна давать предсказания новых фактов и впоследствии приводить их эмпирические доказательства, т. е. производить прирост эмпирического содержания. Когда же программа не производит такого прироста и замыкается на введении гипотез ad hoc, оправдывающих её истинность, она вступает в фазу вырождения, и её необходимо заменить более продуктивным вариантом:
"... новые научные гипотезы нужны не для того только, чтобы заделывать трещины между данными и теорией, но для того, чтобы предсказывать новые факты".